# Ablánc-patak
Ablánc-patak är ett vattendrag i Ungern.   Det ligger i provinsen Zala, i den västra delen av landet, 170 km väster om huvudstaden Budapest.